# Tom Kiernan
Thomas Joseph Kiernan (* 7. Januar 1939 in Cork, Cork County, Irland; † 3. Februar 2022) war ein irischer Rugby-Union-Spieler und -Trainer.

## Karriere
Kiernan wuchs im Südwesten von Cork auf. Seine Mutter verlor er im Alter von sieben Jahren an Krebs. Mit neun Jahren begann er sich für Rugby zu interessieren.
Zwischen 1960 und 1973 bestritt er 54 Länderspiele für Irland als Schlussmann (Full-Back) und führte seine Mannschaft 24-mal als Kapitän auf das Feld. Als er sich vom Profisport zurückzog, war er Rekordnationalspieler für Irland, der erfahrenste Kapitän und mit 158 Punkten auch Topscorer in den Länderspielen. 1968 war er Kapitän der Tour der British and Irish Lions nach Südafrika und bestritt alle vier Länderspiele gegen Südafrika.
Von 1980 bis 1983 war er Nationaltrainer der Irischen Rugby-Union-Nationalmannschaft.
Im Jahr 2001 erhielt er den IRB Distinguished Service Award. 2007 wurde er in die International Rugby Hall of Fame, 2015 in die World Rugby Hall of Fame aufgenommen.